# Heinrich Schnorf-Schuppisser
Heinrich Schnorf-Schuppisser (* 1785 in Uetikon am See; † 1846 ebenda) war ein Schweizer Unternehmer und Mitbegründer der Chemischen Fabrik Uetikon, der ältesten Chemiefabrik der Schweiz. Gemeinsam mit seinen Brüdern Rudolf und Kaspar legte er den Grundstein für ein bis in die Gegenwart bestehendes Industrieunternehmen.

## Leben
Heinrich Schnorf wurde 1785 als Sohn von Heinrich Schnorf-Schmid (1757–1819) und Anna Maria Schmid (1763–1815) in eine traditionsreiche Familie von Schiffleuten und Weinbauern in Uetikon am Zürichsee geboren. Heinrich erhielt eine gehobene Ausbildung an einem privaten Institut in Horgen, wo er auch Französisch lernte.
Nach einer ersten Tätigkeit als Direktor in der mechanischen Baumwollspinnerei Cramer & Rüegg in Zürich kehrte Heinrich 1816, frisch vermählt mit Susanna Schuppisser (1785–1846), nach Uetikon zurück. Im Zuge der wirtschaftlichen Umwälzungen der napoleonischen Zeit versuchte er, eine eigene Spinnerei aufzubauen. Die Anlagen waren aber technisch mangelhaft: Der Antrieb für die Spinnräder basierte noch auf menschlicher Muskelkraft bzw. auf einem Pferde- oder Kuh-Göpel, was kaum erfolgversprechend war. Nach dem Ende der Kontinentalsperre wurde der Markt zudem bald wieder von englischen Garnen dominiert. Das Unternehmen scheiterte daher rasch an den wirtschaftlichen und technischen Rahmenbedingungen.

## Gründung der Chemischen Fabrik Uetikon
Nach dem Misserfolg mit der Spinnerei wandte sich Heinrich gemeinsam mit seinem Bruder Rudolf (1788–1850) dem Chemiegeschäft zu. 1818 gründeten sie zusammen mit dem Chemiker André Métier (* 1790) und dem Apotheker Bartholomäus Tribelhorn (1798–1827) die Vitriolfabrik in Uetikon, die später zur Chemischen Fabrik Uetikon wurde.
Heinrich brachte nicht nur die nötige Energie, sondern zunehmend auch das chemische Fachwissen ein. Bereits wenige Jahre später löste er Métier als Produktionsleiter ab. Unter seiner Leitung wurden die ersten Anlagen zur Herstellung von Schwefelsäure und später auch von Salzsäure, Soda und anderen chemischen Produkten eingerichtet.

## Unternehmerisches Wirken
Heinrich Schnorf zeigte grossen Pioniergeist und investierte in technische Neuerungen, darunter eigene Bleikammern für die Säureherstellung und eine kontinuierliche Erweiterung des Produktsortiments. 1824 erweiterte er die Produktion mithilfe des früheren Konkurrenten Johann Rudolf Rusterholz (1773–1836) um die Herstellung von Salzsäure und Soda – entscheidende Produkte für die aufblühende Textil- und Seifenindustrie.

## Letzte Jahre und Tod
1834 erlitt Heinrich einen Schlaganfall, der ihn dauerhaft arbeitsunfähig machte. Die Geschäftsführung übernahmen seine Brüder Rudolf (1788–1850) und Kaspar, sowie später die beiden Söhne Rudolfs, Heinrich (1817–1850) und insbesondere Rudolf (1815–1894). Heinrich starb 1846 in Uetikon.